# Convent jurídic cluniacenc
El convent jurídic Cluniacenc (llatí Cluniacensis), fou una subdivisió administrativa de la província romana de la Tarraconense, amb capital a Clúnia, les ruïnes de la qual estan a l'actual província de Burgos, en terres dels arevacs celtibers.
El territori del convent jurídic de Clúnia tenia a l'est el país dels vascons que ja pertanyien al convent jurídic de Cesaraugusta. El territori dels vàrduls era al límit nord-est del convent.
El convent jurídic Cluniacensis era habitat per turmogues, autrígons, caristis, vàrduls, càntabres, berons, vacceus, vetons, arevacs i pelèndons. Tots aquestos pobles eren d'arrel celta o autòctons celtitzats, però abans de l'arribada dels romans s'havien iberitzat. Els vàrduls, autrígons i caristis estaven segurament emparentats amb els càntabres. Els autrígons i caristis eren segurament tribus d'origen càntabre esdevingudes nacions; els vàrduls probablement també però haurien estat exposats a majors o diferents influències o se'n haurien separat abans.